# HD 119931
HD 119931 — кратная звезда в созвездии Девы на расстоянии приблизительно 206 световых лет (около 63,3 парсек) от Солнца. Возраст звезды определён как около 4,3 млрд лет.
Пара первого и второго компонентов (HT Девы (лат. HT Virginis)) — двойная затменная переменная звезда типа W Большой Медведицы (EW). Визуальная звёздная величина звезды — от +7,48m до +7,06m. Орбитальный период — около 0,4077 суток (9,7841 часа).

## Характеристики
Первый компонент (HD 119931Aa) — жёлто-белая звезда спектрального класса F8V, или G0. Масса — около 1,28 солнечной, радиус — около 1,22 солнечного, светимость — около 1,72 солнечной. Эффективная температура — около 6010 K.
Второй компонент (HD 119931Ab) — жёлто-белая звезда спектрального класса F. Масса — около 1,05 солнечной, радиус — около 1,11 солнечного, светимость — около 1,5 солнечной. Эффективная температура — около 6100 K.
Третий компонент — коричневый карлик. Масса — около 62,12 юпитерианской. Удалён в среднем на 1,658 а.е..
Четвёртый компонент. Орбитальный период — около 30,5 года.
Пятый компонент (HD 119931Ba) — жёлтый карлик спектрального класса G0V. Визуальная звёздная величина звезды — +8,1m. Масса — около 1,118 солнечной, радиус — около 1,333 солнечного, светимость — около 1,72 солнечной. Эффективная температура — около 5688 K. Орбитальный период — около 261,6 года. Удалён на 1,1 угловой секунды.
Шестой компонент (HD 119931Bb) — жёлтый карлик спектрального класса G0V. Масса — около 1,1 солнечной. Удалён на 26,7 угловой секунды.
Седьмой компонент (WDS J13461+0507C). Визуальная звёздная величина звезды — +9,76m. Удалён на 999,9 угловой секунды.

## Описание
В первом приближении, система HT Девы является визуального двойной: звёзды отделены друг от друга на расстояние 1,4 угловых секунд — это свойство было обнаружено В.Я. Струве в 1830 году.
Наиболее изученной является звёздная пара HD 119931A — контактная двойная система, чьи компоненты настолько близки друг к другу, что их внешние слои соприкасаются, а их орбитальный период всего 0,4077 дней (9,78 часа).  Две звезды очень похожи: температура 6100 и 6075 К соответственно, а отношения между их массами — параметр, которым характеризуются переменные типа W Большой Медведицы — Q=0,812. Первичная звезда — карлик спектрального типа F8V, а суммарная массы всей системы в 2,3 раза больше солнечной. Металличность звезды составляет около 80% солнечной. Вследствие взаимных затмений система испытывает лёгкую переменность, её яркость колеблется между +7,06m и +7,48m звёздной величины.
Другая пара (HD 119931B) — спектрально-двойная система с периодом обращения 32,45 суток, её масса может быть оценена в 2,10 солнечных, хотя более точные параметры этой пары неизвестны.
Орбита, по которой обращаются HD 119931A и HD 119931B, имеет большой эксцентриситет — 0,64, период обращения — 260,7 года.